# Aubepierre-Ozouer-le-Repos
Aubepierre-Ozouer-le-Repos là một xã ở tỉnh Seine-et-Marne, thuộc vùng Île-de-France ở miền bắc nước Pháp.

## Dân số
Người dân ở đây được gọi là Albapétruciens.